# Лудвиг I (Тюрингия)
Лудвиг I (на немски: Ludwig I, † 12 януари 1140 г.) от род Лудовинги, е от 1131 до 1140 г. първият ландграф на Тюрингия.

## Биография
Той е син на граф Лудвиг Скачащия фон Шауенбург (* 1042, † 1123) и на Аделхайд фон Щаде, вдовицата на убития през 1085 г. саксонски пфалцграф Фридрих III.
До 1130 г. Лудвиг, заедно с брат си Хайнрих Распе I (* 1095,† 1130), управлява наследените собствености. През 1131 г. император Лотар III го издига на ландграф на Тюрингия. Титлата ландграф е въведена специално за него.
Лудвиг се жени през 1110 г. за Хедвиг фон Гуденсберг (* 1098, † 1148) от род Гизони, дъщеря и наследничка на гауграф Гизо IV († 12 март 1122) в Гуденсберг в Долен Хесен. От 1137 г. Лудвиг става граф на Хесен-Гуденсберг. За повече от едно столетие Хесен и Тюрингия са обединени под една династия.
След смъртта на Лотар III от Суплинбург 1137 г. Лудвиг I отива към партията на Хоенщауфените. Той помага през 1138 г. при кралския избор на Щауфена Конрад III.
Лудвиг I сгодява синът си Лудвиг II за Юта Швабска (* 1133/1134, † 7 юли 1191), дъщеря на Фридрих II херцог на Швабия, племенница на краля и полусестра на неговия наследник Фридрих Барбароса.
Лудвиг I умира на 12 януари 1140 г. Погребан е в манастир Райнхардсбрун. След смъртта му крал Конрад III дава ландграфството на дванадесетгодишния му син Лудвиг II (* 1128, † 14 октомври 1172). До неговото пълнолетие майка му Хедвиг е негова регентка. По-малкият му син Хайнрих Распе II (* 1130, † 1155/57) управлява графството Гуденсберг.
Лудвиг I има дъщеря Юдит от Тюрингия (Юта, * 1130/1135, † 9 септември след 1174), кралица на Бохемия от 1158 до 1172, която се омъжва през 1153 г. за Владислав II (крал на Бохемия, † 1174). Тя е майка на крал Отокар I, на херцог Владислав III и на дъщерите Рикса и Агнес.